# Macroeginia pendleburyi
Macroeginia pendleburyi är en tvåvingeart som beskrevs av Malloch 1928. Macroeginia pendleburyi ingår i släktet Macroeginia och familjen husflugor. Inga underarter finns listade i Catalogue of Life.